# Красногорка (Липецкая область)
Красного́рка — деревня Кузовского сельсовета Грязинского района Липецкой области.

## Описание
Деревня находится на левом берегу реки Байгора напротив села Кузовка в 6 км к югу от районного центра, города Грязи, и в 2,5 км к северо-западу от центра сельсовета, села Синявка, на автодороге 42К-056, на которой есть остановка нескольких автобусных маршрутов. Есть магазин. С 2010-х годов активно застраиваются новые улицы деревни к западу от автодороги.

## История
Деревня поселена во второй половине XVIII века помещиком А. Н. Сенявиным, упоминается в документах 1782 года под именем Красная Горка. Название связано с весенним народным праздником Красной горкой; видимо, именно тогда крестьяне положили начало деревне.
По сведениям 1862 года во владельческой деревне Красная Горка (Красиловка) 1-го стана Липецкого уезда Тамбовской губернии проживало 258 человек (121 мужчина, 137 женщин) в 23 дворах.
По данным начала 1883 года в деревне Красная Горка Грязинской волости Липецкого уезда проживало 322 собственника из помещичьих крестьян (165 мужчин и 157 женщин) в 60 домохозяйствах, которым принадлежало 360 десятин удобной надельной земли. В деревне было 90 лошадей, 67 голов КРС, 538 овец и 28 свиней. Промышленные и торговые заведения отсутствовали. Было 8 грамотных и 2 учащихся.
В 1911 году в деревне, входившей в приход села Синявка, было 63 двора великороссов-земледельцев, проживало 399 человек (199 мужчин и 200 женщин). В 1914 году — 605 жителей (300 мужчин, 305 женщин).
По переписи 1926 года в деревне Красногорка (Красиловка) было 95 дворов русских и 530 жителей (262 мужчины, 268 женщин). По спискам сельскохозяйственного налога на 1928/1929 годы в деревне, центре Красногорского сельсовета Грязинского района Козловского округа ЦЧО, было 120 хозяйств и 602 жителя. По данным 1932 года в деревне Кузовского сельсовета Грязинского района ЦЧО было 580 жителей.
К началу войны число дворов выросло до 136 (вероятно, была включена деревня Александровка, позже опять ставшая отдельной деревней).

## Население
| 2010 | 2013 |
| ---- | ---- |
| 194  | ↗261 |

В 2002 году население деревни составляло 152 человека, русские (95 %). В 2010 году — 194 жителя (95 мужчин, 99 женщин).